# Рольма
Ростовская льняная мануфактура (Рольма) — фабрика по производству льняных тканей в городе Ростове Ярославской области.

## История
Фабрика появилась в 1878 году. Основателем стал ростовский (г. Ростов, Ярославская область) и петербургский купец Алексей Леонтьевич Кекин, это решение было связано с тем что Кекин намеревался дать заработок для ростовской бедноты. На Ярославской улице было построено трехэтажное здание, в котором помещалось современное по тем временам оборудование: 20 прядильных, 1 крутильная, 4 чесальных, 8 ленточных машин, 20 ткацких станков и паровая машина. На предприятии трудилось 265 рабочих (135 мужчин, 130 женщин), не считая детей. В 1886 году был пущен водопровод, который впоследствии был продан городу. После смерти Кекина фабрика перешла в собственность города.

## Коммерческая деятельность
Сырье поступало из Санкт-Петербурга, Вятки и Ярославской, Вологодской и Костромской губерний. Сбыт продукции происходил на территории Московской, Ярославской и Костромской губернии. Здесь производились: пряжа разных сортов, льняные полотна и ткани - всего на 115 тысяч рублей в год.

## Рольма и образование
Так как Кекин жертвовал большие средства на образование, при фабрике был открыт приют и школа. В том числе и на прибыль от деятельности фабрики была создана мужская гимназия в Ростове, в которой была учреждена стипендия для детей рабочих. А в 1917 году по инициативе технического директора В. А. Мишке было открыто Ростовское техническое училище. В 1930-х бывшая гимназия была Фабрично-трудовой школой при Рольме.

## Дальнейшая судьба
После революции фабрика долгое время оставалась крупнейшим предприятием в городе. В 1970-х годах сократилось производство. К концу 1990-х годов из-за потери спроса фабрика обанкротилась.
В 2016 году одно из зданий было восстановлено и  открыли торговый центр. В ноябре 2016 года был открыт 1-й этаж ТЦ, вместе с ним строительный супермаркет «ROLMA»,имеющий свой интернет-магазин. Также на первом этаже находится магазин «Росстрой», магазин обуви "Kari", химчистка и другие. В июле 2017 года был открыт 2-й этаж, там находятся такие магазины, как: DNS, Много мебели, Цвет Диванов, Шкафы-Купе Е-1, Мебель Тут Дешевле,Ювелирный салон Ева и т.д. В конце октября 2017 года  был частично открыт 3 этаж. В сентябре 2018 года здесь открыли кинотеатр, имеющий 3 зала, а также фудкорт.